# 新干东站
新干东站位于江西省吉安市新干县金川镇瓦桥村，是昌赣客运专线的一个车站，由中国铁路南昌局集团南昌车务段管辖。2019年12月26日随京港高速线昌赣段投入运营。

## 车站布局
本站以“虎踞祥云绕，奇韵赣水流”为设计理念，站房面积8000平方米，造型体现了当地的青铜文化和赣江流水的韵律。